# Grand Vaudala
Il Grand Vaudala (pron. fr. AFI: [ɡʁɑ̃ vodala] - gran vodalà; ortografie alternative omofone: Grand Vaudalaz e Gran Vaudala; 3.272 m s.l.m.) è una montagna delle Alpi Graie situata tra il Piemonte e la Valle d'Aosta.

## Caratteristiche

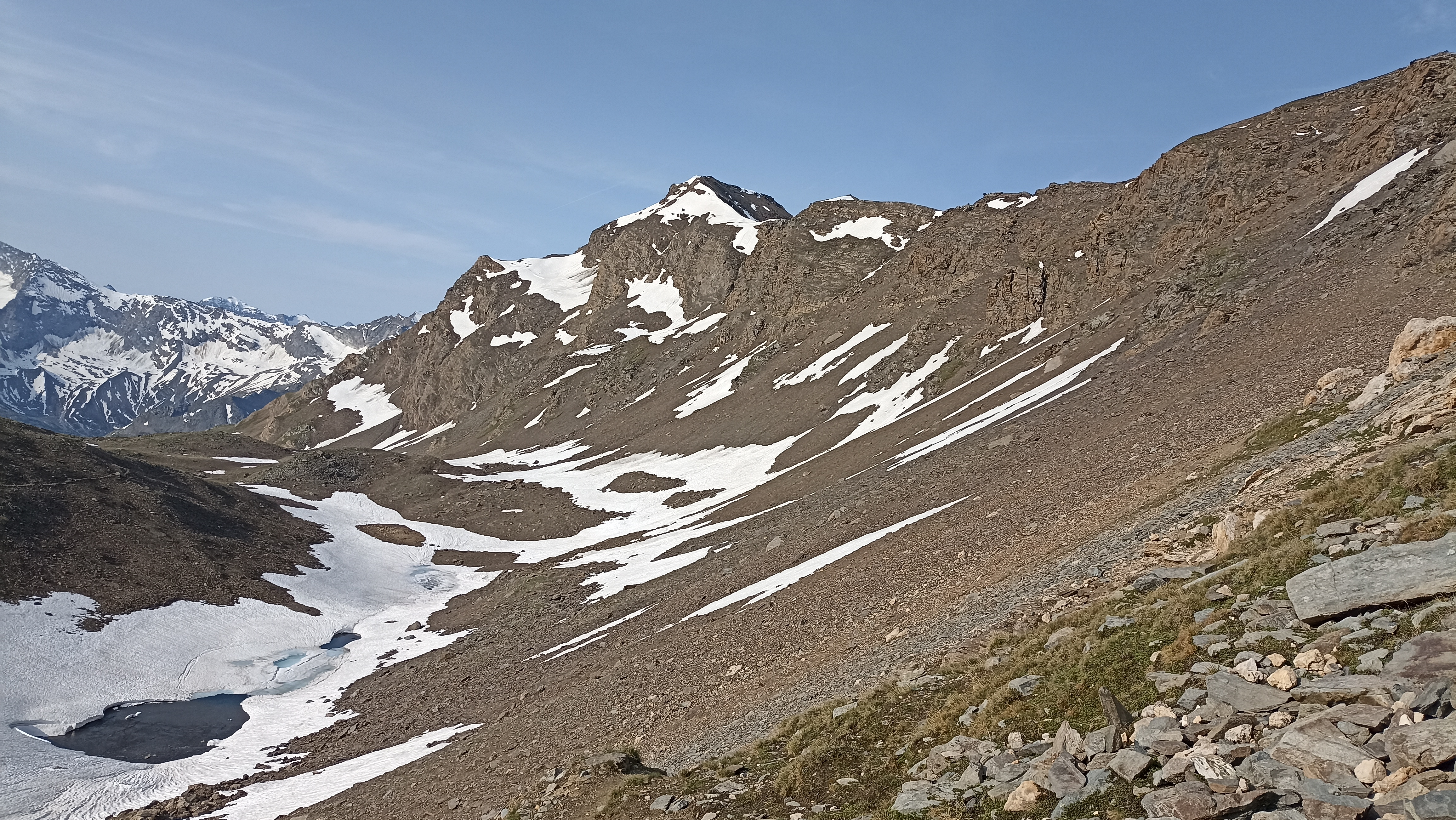
La montagna vista salendo al col Rosset.

La montagna si trova nello spartiacque tra la Val di Rhêmes e la Valle Orco, lungo la cresta che partendo dalla Punta di Galisia conduce a nord verso il Mont Taou Blanc.

## Salita alla vetta
Si può salire sulla vetta partendo dal Rifugio Gian Federico Benevolo, oppure dal Colle del Nivolet. Si tratta di percorsi al limite tra l'escursionismo e l'alpinismo.

## Punti di appoggio
- Rifugio città di Chivasso - 2.604 m
- Rifugio Albergo Savoia - 2.534 m
- Rifugio Gian Federico Benevolo - 2.287 m

## Protezione della natura
La montagna fa parte del Parco Nazionale del Gran Paradiso.